# Бэиле-Говора
Бэи́ле-Гово́ра (рум. Băile Govora) — город и бальнеоклиматический курорт в Вылча, примерно в 20 км к юго-западу от Рымнику-Вылча и к западу от реки Олт. Примечательными особенностями города (помимо его минеральных источников) являются место Говора (построено в XV в.) и рядом монастырь Говора (XVI—XVII вв.).
Говора было местом, где Матей Басараб представил второй печатный станок в Валахии. В 1640 г. были напечатаны Часослов и канонический сборник Малый Номоканон, называемый также «Правила говора» ( «Pravila cea mică»  или  «Pravila de la Govora» ), предназначенный для духовников. Перевод сборника осуществил монах Михаил (Мокса или Моксилий).
Административно городу подчинены такие села (данные о населении за 2002 год):
- Гетежешть (381 человек);
- Куретуриле (91 человек);
- Пражила (2396 человек).

## История
В 1876 году местные жители обнаружили соленую воду и грязь, используемые для лечения ревматических заболеваний. Около 10 лет спустя была построена первая база с теплыми ваннами. После 1950 года Бэиле-Говора становится городом, создаются гостиницы, общежития и базы для лечения.

## Курорт
Бальнеоклиматический курорт в Румынии, в предгорьях Южных Карпат, на высоте 360 м. Климат умеренный континентальный с мягкой зимой (средняя температура января —3 °C) и теплым летом (средняя температура июля 19 °C). Хлоридные натриевые йодобромные и сульфидные минеральные воды используют для ванн, купаний в бассейнах, ингаляций и питьевого лечения. Лечение больных с заболеваниями органов дыхания, органов движения и опоры, сердечно-сосудистой и нервной систем..
Ежегодно курорт может посещать свыше 1400 туристов. Помимо лечения, туристы могут посетить множество исторических памятников.

## Население
Национальный состав населения города:
| Национальность | Количество человек | %       |
| -------------- | ------------------ | ------- |
| румыны         | 2838               | 99,0 %  |
| цыгане         | 21                 | 0,7 %   |
| венгры         | 5                  | 0,2 %   |
| немцы          | 3                  | 0,1 %   |
| сербы          | 1                  | < 0,1 % |

Родным языком назвали:
| Язык       | Количество человек | %       |
| ---------- | ------------------ | ------- |
| румынский  | 2845               | 99,2 %  |
| цыганский  | 16                 | 0,6 %   |
| венгерский | 4                  | 0,1 %   |
| немецкий   | 2                  | 0,1 %   |
| сербский   | 1                  | < 0,1 % |

Состав населения города по вероисповеданию:
| Религия        | Количество человек | %       |
| -------------- | ------------------ | ------- |
| православные   | 2856               | 99,6 %  |
| греко-католики | 5                  | 0,2 %   |
| римо-католики  | 4                  | 0,1 %   |
| баптисты       | 1                  | < 0,1 % |
| адвентисты     | 1                  | < 0,1 % |